# Historia de Kosovo
La Historia de Kosovo hace alusión al contexto histórico de la región de Kosovo, en los Balcanes. Estudios arqueológicos han establecido que su territorio estuvo habitado en la Edad de Piedra. Los más antiguos habitantes fueron los ilirios, tracios y griegos antiguos. Dicho territorio fue conocido en la antigüedad como Dardania y, desde el siglo I a. C., formó parte de la provincia romana de Mesia y, luego, del Imperio bizantino. Durante los siglos VI y VIII de nuestra era los eslavos se establecieron en la península y, entonces, Kosovo se convirtió en una provincia fronteriza bizantina hasta el siglo XI. Stefan Nemanja lo incorporó oficialmente al estado serbio a finales del siglo XII, aunque fue parte de los estados medievales serbios, principalmente de Raška (en serbio: Рашка) desde el año 700 hasta 1455, cuando fue conquistada por el Imperio otomano.
En el período feudal, desde el siglo XII hasta la conquista otomana, la minería, la artesanía, la ganadería y la agricultura fueron desarrolladas. Las comunidades de Novo Brdo y Trepča fueron importantes centros mineros de producción de plomo, plata y oro. Kosovo fue el escenario de muchas batallas entre los ejércitos serbio y otomano. La más famosa de ellas es conocida como la "batalla de Kosovo", luchada en 1389 en Gazimestan, un campo cercano a Pristina. Después de la derrota serbia, Kosovo permaneció siendo parte del dominio del Despotado de Serbia, un estado considerado vasallo del imperio otomano. Después de su caída en 1459, los turcos establecieron su mando directo sobre la provincia, fundando una forma militar feudal de gobierno como en el resto del imperio. Cabe subrayar que, hasta fines del siglo XVI, los censos otomanos de población en Kosovo (y, antes de ellos, los censos serbios) no registran la existencia de un solo habitante arnauta (nombre por el que, desde el siglo XVII, se conocía --y todavía se conoce- a los albaneses, en lo que actualmente son los territorios de Montenegro y Serbia). Bajo el dominio turco (1459-1912), Kosovo se estancó en todos los aspectos. La guerra, las dificultades económicas y los cambios políticos resultaron en una emigración en gran escala de su población. Desde el inicio de la ocupación hasta el final de ese período los habitantes de la provincia llevaron a cabo muchas insurrecciones que fueron reprimidas "manu militare".
El vilayato de Kosovo otomano data de 1875, siendo sus fronteras significativamente diferentes de las de la actual provincia. En 1912, el territorio fue reincorporado a Serbia y, como parte de Serbia, se convirtió en parte integrante de Yugoslavia en 1918. Kosovo obtuvo cierta autonomía en 1963 bajo el gobierno de Tito y, en 2006, con la disolución de Serbia y Montenegro permaneció siendo parte de la República de Serbia. Así pues, el Kosovo moderno solo ha existido como entidad política o territorial desde 1946, en que recibió el estatus de provincia autónoma.
El 17 de febrero de 2008, las instituciones provisionales de autogestión kosovares declararon la independencia de forma unilateral, con lo cual pretendieron escindir, del resto de Serbia, este territorio habitado en su mayor parte por la minoría albanesa. La creación de un nuevo Estado denominado República de Kosovo se ha estado realizando en perjuicio de Serbia bajo la supervisión de Estados Unidos y varios países miembros de la Unión Europea, aunque con un parcial reconocimiento internacional como tal.

## Historia Antigua hasta la Conquista Bizantina

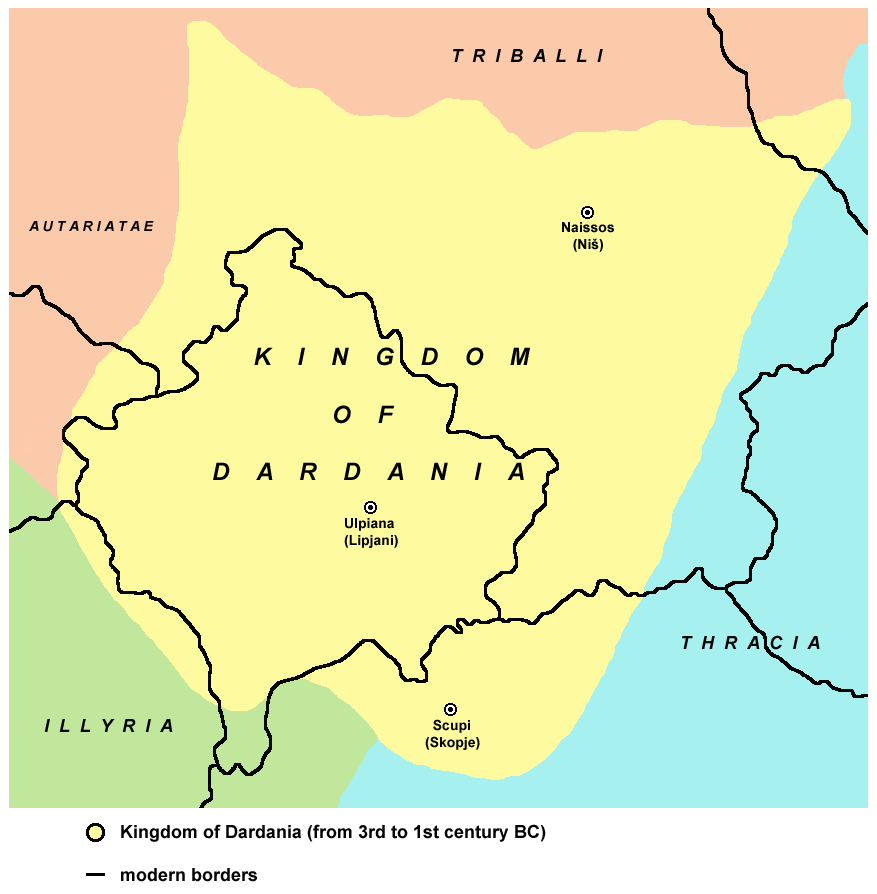

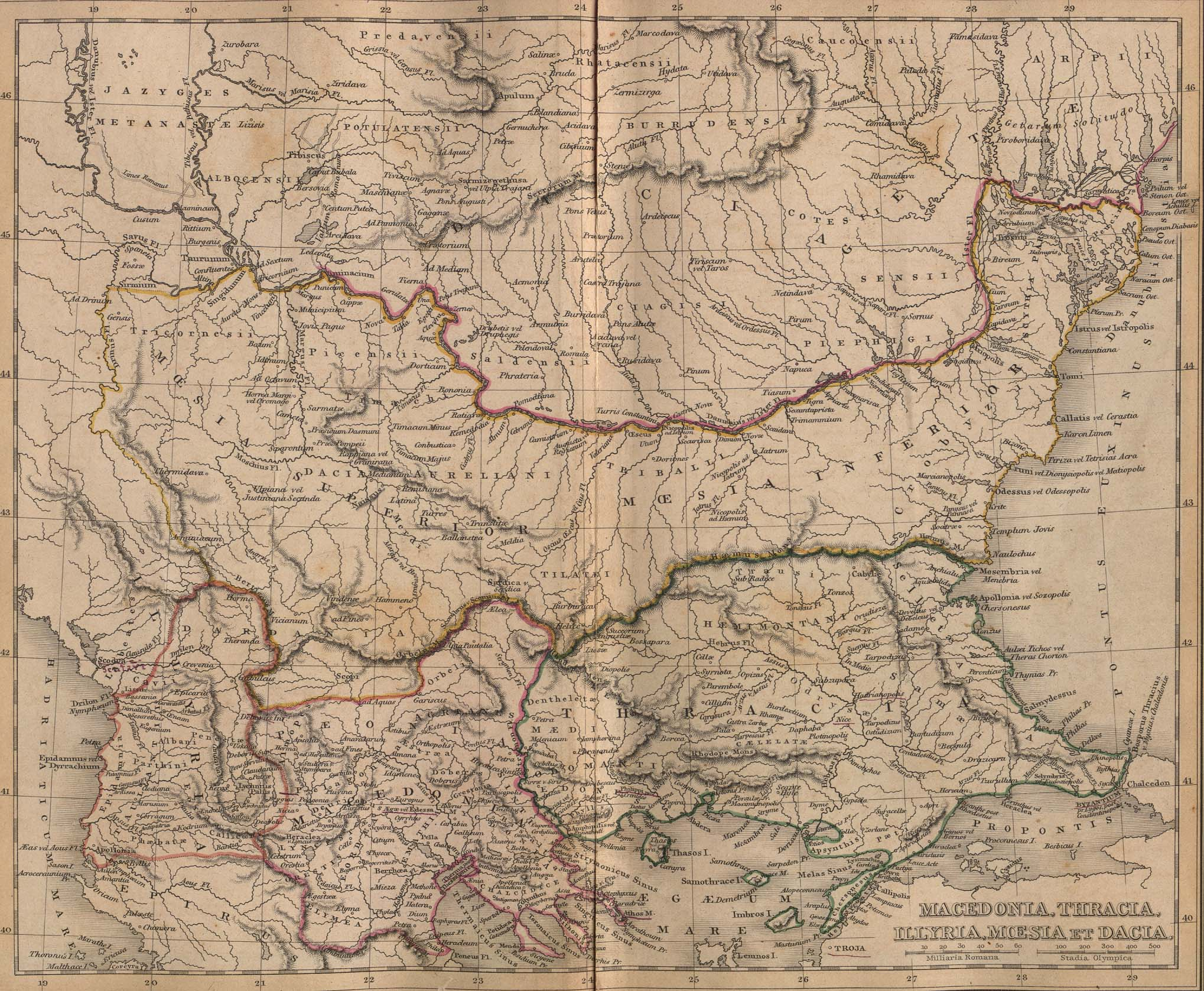
Balcanes clásicos.

El área de Kosovo en el Neolítico se encontraba en el área de la cultura Vinča-Turdaş (Balcanes occidentales, con cerámica negra y gris). La Edad del Bronce comienza alrededor del siglo XX a. C. y la Edad del Hierro se inicia aproximadamente en el siglo XIII a. C. Las tumbas de la Edad del Bronce y del Hierro han sido encontradas solo en Metohija y no en Kosovo.
El territorio comprendía a las partes orientales del reino de Iliria en el siglo IV a. C., siendo fronterizo con Tracia. Al mismo tiempo, estaba habitada por las tribus traco-ilíricas de los dardanios y la tribu tracios de los tribalios.
Iliria fue conquistada por Roma en el año años 160 a. C. y se convirtió en la provincia de Ilírico en el año 59 a. C. La región de Kosovo fue parte de Mesia Superior en el año 87 d. C. (o alternativamente fue dividida entre Dalmacia y Mesia, un punto de vista que es apoyado por algunas evidencias arqueológicas). Mesia Superior fue reorganizada posteriormente por Diocleciano (después del año 284) en provincias más pequeñas, siendo más tarde dividida en Dardania, Mesia Prima, Dacia Ripensis y Dacia Mediterránea. La capital de Dardania era Naissus. La provincia romana de Dardania incluía partes orientales del Kosovo moderno, mientras que su parte occidental pertenecía a la provincia romana de Praevalitana, cuya capital era Doclea.
Justiniano I, que asumió el trono del Imperio bizantino en el año 527, supervisó un período de expansión bizantina en los antiguos territorios romanos, y reincorporó el área de Kosovo al Imperio. A menudo, es denominado entre los historiadores como el último emperador romano porque el latín fue su lengua nativa y porque fue el último emperador que hizo un intento serio de reunificar el Occidente latino con Oriente.
Las migraciones eslavas alcanzaron los Balcanes entre el siglo VI y VII. El área fue reincorporada por el Imperio bizantino a mediados del siglo IX.

## Kosovo en la Edad Media (desde 850 hasta 1455)

Kosovo en el Imperio Búlgaro,.

### Imperio búlgaro (desde 850 hasta 1014)
La región fue incorporada al Imperio Búlgaro durante el reinado del kan Presian (836-852). Varias iglesias y monasterios fueron construidos tras la cristianización de Bulgaria en 864. Permaneció dentro de los límites del Imperio Búlgaro por 150 años hasta 1018, cuando el país fue invadido por los bizantinos tras medio siglo de intensa lucha. Según el De administrando imperio, obra erudita del emperador bizantino del siglo X Constantino VII, las tierras pobladas por serbios quedaban en el noroeste de Kosovo y la región era búlgara.
Durante el levantamiento búlgaro contra el Imperio bizantino (1040-1041), Kosovo fue liberada por un corto período y, durante el levantamiento de Georgi Voiteh en 1072, Pedro III fue proclamado Emperador de Bulgaria en Prizren, desde donde el ejército búlgaro marchó hacia Skopie.
A inicios del siglo XIII, Kosovo fue reincorporada en el imperio búlgaro restaurado, pero el control búlgaro decayó después de la muerte del emperador Ivan Asen II (1218-1241).

### Imperio Bizantino (desde 1014 hasta 1180)
El control bizantino fue posteriormente reafirmado por el emperador Basilio II. Para entonces, Serbia no era un imperio unificado: varios reinos serbios pequeños se extendían en el norte y oeste de Kosovo, de los cuales Rascia (Raska, moderna Serbia central) y Doclea (Duklja, Montenegro) eran los más fuertes. En la década de 1180, el gobernante serbio Stefan Nemanja tomó el control de Doclea y partes de Kosovo. Su sucesor, Stefan Prvovenčani tomó el control del resto de Kosovo para 1216, creando un Estado e incorporando la mayor parte del área que corresponde actualmente a Serbia y Montenegro.

### Serbia (desde 1241 hasta 1455)
Kosovo fue asimilada por Serbia a finales del siglo XII y pasó a formar parte del Imperio Serbio desde 1346 a 1371. En 1389, en la famosa batalla de Kosovo el ejército conducido por el príncipe serbio Lazar Hrebljanovic fue derrotado por los turcos otomanos, quienes tomaron finalmente el control del territorio en el año 1455.

La región de Kosovo, parte del Reino serbio, en torno al 1265.

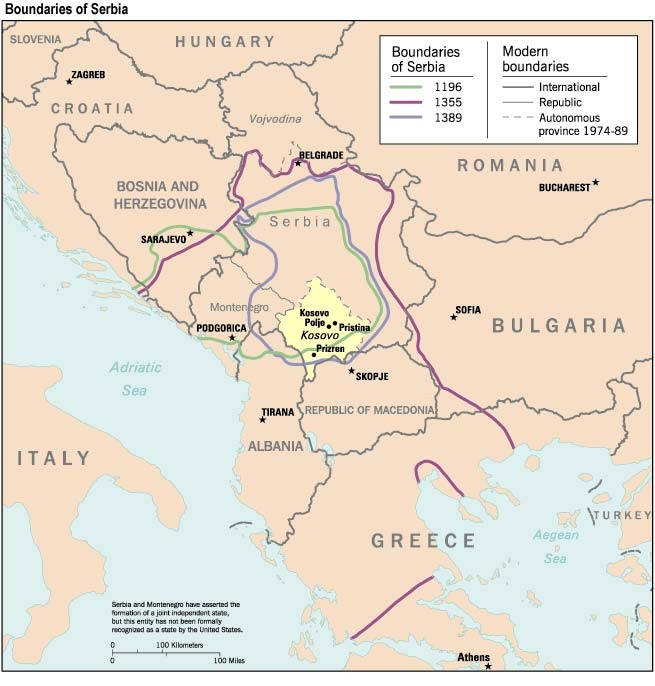
Mapa extraído de la obra Kosovo: History of a Balkan Hot Spot, de 1998.

Reino de Vuk Branković en el siglo.

Durante el mandato de la dinastía Nemanjić, se construyeron muchas iglesias y monasterios ortodoxos a lo largo del territorio serbio. Los gobernantes Nemanjić utilizaron alternativamente Prizren y Priština como sus capitales. Se cedieron grandes propiedades a los monasterios en el oeste de Kosovo (Metohija). Las iglesias más prominentes en Kosovo –el Monasterio patriarcal de Peć, la iglesia de Gračanica y el monasterio de Visoki Dečani (cercano a Decane)– fueron construidas durante este período. Kosovo era económicamente importante, mientras que Pristina era un centro comercial destacado de las rutas que llevaban a los puertos del mar Adriático. Asimismo, la minería era una industria importante en Novo Brdo y Janjevo, que contaban con sus propias comunidades de mineros emigrados sajones y de comerciantes ragusanos.
La composición étnica de la población kosovar durante este período incluía serbios y valacos, además de un número simbólico de griegos, armenios, sajones y búlgaros, según los estatutos de los monasterios serbios o chrysobulls. La mayoría de los nombres en los estatutos es eslava, no arnauta o albanesa, lo que ha sido interpretado como una evidencia de la abrumadora mayoría serbia. Esta afirmación parece estar apoyada por los censos catastrales turcos (defter) de 1455, los cuales tomaron en cuenta la religión y la lengua[cita requerida] y encontraron una mayoría serbia.
La identidad étnica de la Edad Media era un tanto fluida a través de Europa y las personas no parecen haberse definido a sí mismas rígidamente por una única identidad étnica. Aquellos de origen eslavo, particularmente de antecedentes serbios, parecen haber sido la población dominante culturalmente y fueron una mayoría demográfica también.
En 1355, el Estado serbio se desbarató tras la muerte del zar Stefan Uroš IV Dušan Nemanjić y se disolvió en feudos, con disputas entre ellos. El momento fue preciso para la expansión otomana. El Imperio otomano aprovechó la oportunidad para explotar la debilidad serbia e invadirla.

### Batallas de Kosovo

#### Primera batalla de Kosovo
La primera batalla de Kosovo tuvo lugar en Kosovo Polje el 28 de junio de 1389, cuando el Knyaz (príncipe) de Serbia, Lazar Hrebeljanović reunió a una coalición de soldados cristianos serbobosnios, magiares y a una tropa de mercenarios sajones. El sultán Murad I también reunió a una coalición de soldados y voluntarios de los países vecinos de Anatolia y Rumelia. No existen fuentes exactas que indiquen el número de contendientes, pero las fuentes más fiables señalan que el ejército cristiano fue superado en número por los otomanos.[cita requerida]  El número combinado de los dos ejércitos debió ser menor de cien mil soldados. El ejército serbio fue vencido y Lazar fue asesinado, aunque Murad I también fue asesinado por Miloš Obilić. Si bien la batalla ha entrado a la leyenda como una gran derrota serbia, en la época la opinión estaba dividida sobre si fue una derrota serbia, un empate o incluso una victoria (cuando la noticia se supo en París, las campanas de la catedral de Notre Dame fueron echadas a vuelo) debido a que Serbia mantuvo su independencia y el control esporádico sobre Kosovo hasta la derrota final en 1455, tras lo cual Serbio pasó a formar parte del Imperio otomano. Ese año, la fortaleza de Novo Brdo, importante en la época debido a sus ricas minas de plata, fue sitiada durante cuarenta días por los otomanos, quienes lograron su capitulación y la ocuparon el 1 de junio de 1455.

#### Segunda batalla de Kosovo
La segunda batalla de Kosovo fue peleada durante el curso de dos días en octubre de 1448, entre las fuerzas húngaras comandadas por Juan Hunyadi y un ejército otomano dirigido por Murad II. Significativamente más grande que la primera batalla, con ambos ejércitos duplicando a los de la primera batalla, el resultado fue el mismo y el ejército húngaro fue derrotado en la batalla y expulsado del terreno. Si bien la pérdida de la batalla fue un revés para quienes se resistían a la invasión otomana de Europa, no fue un golpe aplastante a la causa. Hunyadi fue capaz de mantener la resistencia húngara contra los otomanos durante toda su vida.

#### Importancia
Ambas batallas fueron significativas en la resistencia en conjunto contra el avance otomano a través de los Balcanes. La primera batalla de Kosovo selló el destino de la resistencia serbia y se convirtió en un símbolo nacional del heroísmo y la admirable 'lucha contra todas las probabilidades'.
Aunque perdió la Segunda Batalla de Kosovo, Hunyadi finalmente fue victorioso en su resistencia y derrota de los otomanos en el Reino de Hungría. Skanderbeg también tuvo éxito en la resistencia en su patria albanesa, una causa que fue perdida tras su muerte en 1468. Ambos líderes fueron importantes (como lo fue el líder valaco Vlad Draculea) en tanto su resistencia concedió a Austria e Italia más tiempo para prepararse para el avance otomano.

## Imperio otomano (desde 1455 hasta 1912)

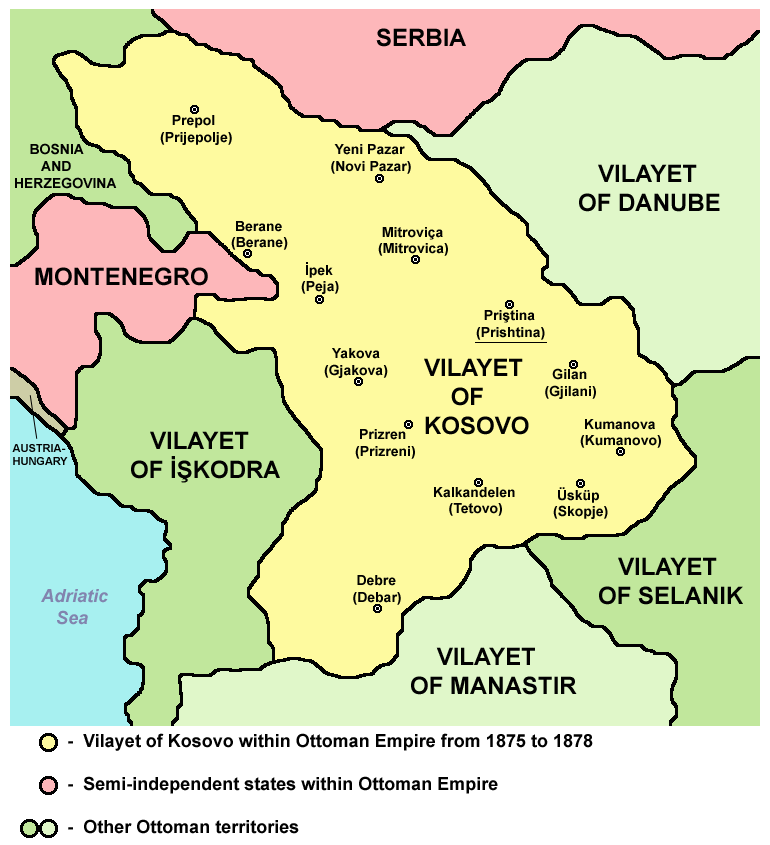
Vilayato de Kosovo, 1875-1878.

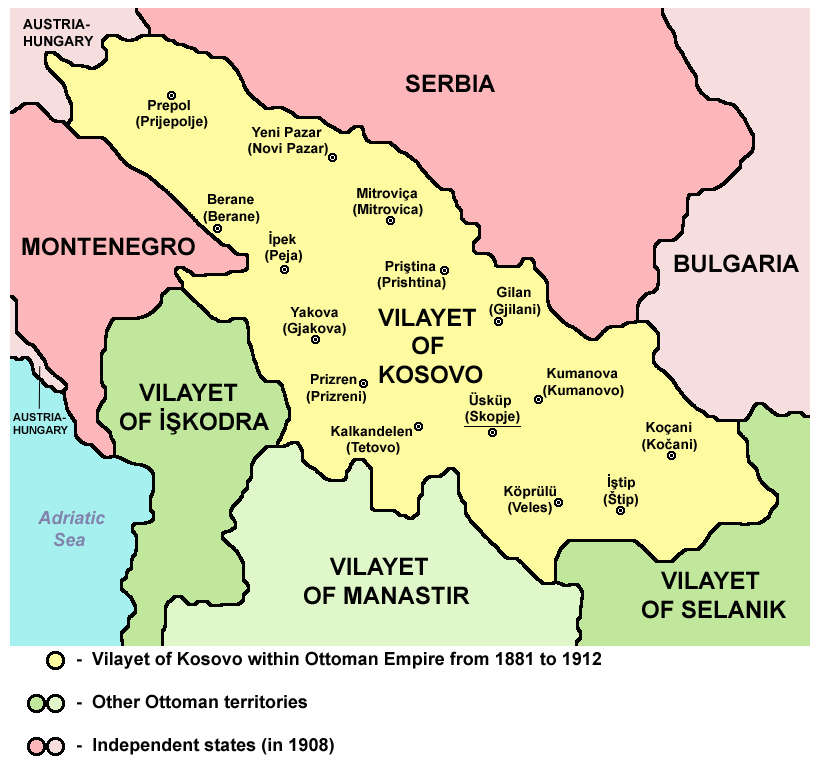
Vilayato de Kosovo, 1881-1912.

El Imperio otomano trajo el Islam y posteriormente creó el vilayato de Kosovo como una de las entidades territoriales otomanas. El mandato otomano duró alrededor de 500 años, durante los cuales los otomanos ejercieron el poder supremo en la región. Muchos eslavos aceptaron el islam y sirvieron bajo el poder otomano. Kosovo fue tomada temporalmente por las fuerzas austríacas durante la guerra de 1683-1699 con ayuda de los serbios, pero fueron derrotados y tuvieron que replegarse poco tiempo después. 
En 1690, el patriarca serbio de Peć Arsenije III, quien había previamente escapado de una muerte segura, guio a treinta y siete mil familias de Kosovo a evadir la ira otomana dado que Kosovo había sido recientemente retomada por los otomanos. Las personas que lo siguieron fueron en su mayoría serbios. Debido a la opresión otomana, continuaron las migraciones de ortodoxos del área de Kosovo a lo largo del siglo XVIII. Muchos arnautas adoptaron el Islam, mientras solo una pequeña minoría de serbios lo hizo.
En 1766, los otomanos abolieron el Patriarcado de Peć y la posición de los cristianos en Kosovo se vio reducida en gran medida. Perdieron todos los privilegios previos y la población cristiana también padeció el peso completo de las guerras extensivas del Imperio y de ser culpada por sus pérdidas.
El territorio de la provincia actual fue por siglos gobernado por el Imperio otomano. Durante este período, varios distritos administrativos (conocido como sanjaks) que eran gobernados por el sancakbey (aproximadamente equivalente a "señor de distrito") habían incluido partes del territorio como propias. A pesar de la imposición del dominio musulmán, grandes cantidades de cristianos continuaron viviendo y, algunas veces, prosperaron con los otomanos. Un proceso de islamización comenzó poco después del inicio del gobierno otomano, pero tomó una cantidad considerable del tiempo, al menos un siglo, para tener resultado, concentrándose al principio en los pueblos. Una gran motivación para la conversión fue probablemente económica y social, dado que los musulmanes tenían considerablemente más derechos y privilegios que los cristianos; sin embargo, la vida religiosa cristiana continuó, aunque las iglesias fueron abandonadas en gran medida por los otomanos, pues tanto la Iglesia ortodoxa serbia como la Iglesia católica y sus congregaciones debieron afrontar niveles altos de impuestos.
Alrededor del siglo XVII, existe evidencia de la existencia e incremento de la población arnauta que se concentró inicialmente en Metohija. Se sostiene que fue resultado de migraciones propiciadas por los turcos desde el suroeste (i.e., de la Albania moderna) y que los migrantes trajeron el islam con ellos. Varios historiadores[cita requerida] creen que existe la posibilidad de una población preexistente de albaneses católicos en Metohija que, en su mayoría, se convirtieron al islam.
En 1689, Kosovo fue enormemente desestabilizada por la Gran Guerra Turca (1683-1699), en uno de los eventos cruciales en la mitología nacional serbia. En octubre de 1689, una pequeña fuerza habsburga al mando del margrave Ludwig de Baden invadió el Imperio otomano llegando tan lejos como a Kosovo, siguiendo a su anterior toma de Belgrado. Muchos serbios prometieron lealtad a los austriacos y algunos se unieron al ejército de Baden. Esta no fue una reacción universal; muchos otros arnautas pelearon junto con los otomanos para resistir el avance austriaco. El siguiente, un masivo contraataque otomano obligó a los austriacos a replegarse en su fortaleza en Niš, luego a Belgrado y, finalmente, a través del Danubio hacia Austria.
En el año 1878, uno de los cuatro vilayatos con habitantes arnautas que formaron la Liga de Prizren fue el vilayato de Kosovo. El objetivo de la Liga era resistirse tanto contra el mandato otomano como contra las incursiones de las nuevas naciones balcánicas emergentes.
En el año 1910, una insurrección albanesa estalló en Priština, la cual fue posiblemente ayudada subrepticiamente por los Jóvenes Turcos para presionar a la Sublime Puerta. Poco después, se propagó por todo el vilayato de Kosovo, durando tres meses. El sultán visitó Kosovo en junio de 1911 durante las conversaciones de paz y cubrió todas las áreas habitadas por albaneses.

### Movimiento nacional albanés
El movimiento nacional albanés fue inspirado por varias razones. Fuera del Renacimiento Nacional que había sido promovido por los activistas arnautas, las razones políticas fueron un factor importante. En la década de 1870, el Imperio otomano experimentó una tremenda contracción en cuanto a su territorio debido a sus derrotas en las guerras contra las monarquías eslavas de Europa. Durante la guerra ruso-turca (1877-1878), las tropas serbias invadieron la región noreste de la provincia de Kosovo y deportaron a ciento sesenta mil arnautas de 640 localidades. Además, la firma del Tratado de San Stefano marcó el inicio de una situación difícil para el pueblo albanés en los Balcanes, cuyas tierras debieron ser cedidas por Turquía a Serbia, Montenegro y Bulgaria.
Temiendo la partición de las tierras habitadas por arnautas entre los recientemente fundados reinos balcánicos, los albaneses establecieron su Liga de Prizren el 10 de junio de 1878, tres días antes que el Congreso de Berlín revisara las decisiones tomadas en San Stefano. Si bien la Liga fue fundada con el apoyo del sultán quien esperaba que se preservaran los territorios otomanos, los líderes arnautas fueron lo suficientemente rápidos y efectivos para convertirla en una organización nacional y, con el tiempo, en un gobierno. La Liga tenía el respaldo de la comunidad ítalo-albanesa y se había convertido en un factor unificador de la población albanesa religiosamente diversa. Durante sus tres años de existencia, la Liga buscó la creación de un Estado autónomo albanés al interior del Imperio otomano, erigió un ejército y peleó una guerra defensiva. En 1881, se formó un gobierno provisional para administrar Albania bajo la presidencia de Ymer Prizreni, asistido por prominentes ministros tales como Abdyl Frashëri y Sulejman Vokshi. No obstante, la intervención militar de los Estados balcánicos, las Grandes Potencias, así como Turquía dividieron las tropas arnautas en tres frentes, lo que llevó al fin de la Liga.
Kosovo era entonces hogar de otras organizaciones albanesas, siendo la más importante de ellas la Liga de Peja, nombrada así en honor a la ciudad en la cual fue fundada en 1899. Era dirigida por Haxhi Zeka, un antiguo miembro de la Liga de Prizren, y compartió una plataforma similar en busca de una Albania autónoma. La Liga puso fin a sus actividades en 1900 tras un conflicto armado con las fuerzas otomanas. Zeka fue asesinado por un agente serbio en 1902, ayudado por autoridades otomanas.

### Independencia de Albania y guerras balcánicas

Fronteras de los Balcanes tras la Primera y segunda guerra de los Balcanes.

Las demandas de los Jóvenes Turcos a principios del siglo XX despertaron el apoyo por parte de los albaneses, quienes estaban esperando una mejora de su situación nacional, fundamentalmente, el reconocimiento de su lengua para uso oficial y educación. En 1908, veinte mil campesinos albaneses armados se reunieron en Uroševac para evitar una intervención extranjera, mientras que sus líderes Bajram Curri e Isa Boletini enviaron un telegrama al sultán en demanda de la promulgación de una constitución y la apertura del parlamento. Los albaneses no recibieron ninguno de los beneficios prometidos por la victoria de los Jóvenes Turcos. Considerando esto, montañeses albaneses organizaron un levantamiento sin éxito en Kosovo en febrero de 1909. La adversidad aumentó tras la toma del poder del gobierno turco por parte de un grupo oligárquico más tarde ese año. En abril de 1910, los ejércitos comandados por Idriz Seferi e Isa Boletini se rebelaron contra las tropas turcas, pero finalmente fueron obligados a retirarse después de haber causado muchas bajas al enemigo.

## SigloXX

### Guerras de los Balcanes
En 1912, durante las guerras de los Balcanes, la mayor parte de Kosovo fue ocupada por el Reino de Serbia, mientras que la región de Metohija (en albanés, Dukagjini) fue ocupada por el Reino de Montenegro. Tras la primera guerra de los Balcanes de 1912, Kosovo fue reconocida internacionalmente como parte de Serbia y el norte de Metohija como parte de Montenegro en el Tratado de Londres en mayo de 1913. En 1918, Serbia se convirtió en parte del recientemente formado Reino de los Serbios, Croatas y Eslovenos

### Interbellum y Segunda Guerra Mundial

Kosovo durante la Primera Guerra Mundial (1914-1915).

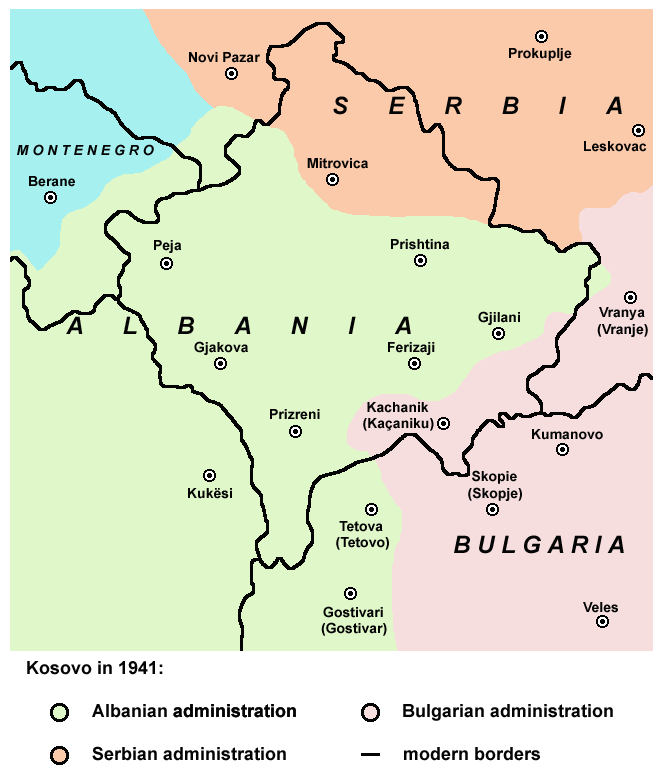

El período de 1918-1929 del Reino de los Serbios, Croatas y Eslovenos fue testigo de un aumento de la población serbia en la región, acompañado por un declive de la población no serbia. En el Reino, Kosovo fue dividido en cuatro condados, tres de los cuales fueron parte de la entidad de Serbia: Zvečan, Kosovo y el sur de Metohija; y uno de Montenegro: el norte de Metohija.
En 1929, Kosovo fue dividida entre las provincias de Zeta Banovina en el este, con la capital en Cetiña; Vardar Banovina en el sureste, con la capital en Skopie; y Morava Banovina, con la capital en Niš.
La partición del Reino de Yugoslavia por las Potencias del Eje de 1941 a 1945 concedió la mayoría del territorio a la Gran Albania, ocupada por los italianos, y una parte más pequeña a  Serbia y a la Gran Bulgaria, ocupada por los alemanes. Durante la ocupación alemana, miles de serbio-kosovares fueron expulsados por grupos armados de colaboracionistas albaneses y ,en especial, de la milicia Vulnetari. Todavía se desconoce con exactitud cuántas personas fueron víctimas de ello, pero las estimaciones serbias manejan cifras de 10 000 a 40 000 con 70 000 a 100 000 expulsados.

### Kosovo en la segunda Yugoslavia (desde 1945 hasta 1996)
Tras el fin de la guerra y el establecimiento del régimen comunista de Tito, a Kosovo se le concedió el estatuto de región autónoma de Serbia en 1946 y se convirtió en una provincia autónoma en 1963. El gobierno comunista no permitió el retorno de muchos de los refugiados serbios, mientras continuaba con el encarcelamiento y el asesinato de sedicentes patriotas albaneses (como Shaban Polluzha) culminando en la masacre de Tivar, donde se dice que entre 3000 y 4000 albano-kosovares que se resistían al régimen yugoslavo fueron ultimados con ametralladoras (Tito perdonó a muchísimos albaneses identificados como colaboracionistas de los alemanes durante la ocupación nazi, lo que no fue olvidado por los serbios espulsados de Kosovo, que sufrieron la "primera" limpieza étnica a manos de aquellos).
Con la aprobación de la constitución yugoslava de 1974, Kosovo adquirió un autogobierno virtual. El gobierno de la provincia había aplicado la currícula albanesa en las escuelas de Kosovo: textos escolares obsoletos y excedentes de la Albania de Enver Hoxha fueron obtenidos y puestos en uso.
A lo largo de los años 1980, las tensiones entre las comunidades albanesas y serbias en la provincia escalaron. La comunidad albanesa favorecía una mayor autonomía para Kosovo, mientras que los serbios apoyaban lazos más fuertes con el resto de Serbia. Había poco apetito por la unificación con Albania en sí misma, la cual estaba gobernada por un gobierno estalinista y tenía niveles de vida considerablemente peores que Kosovo. Al inicio de marzo de 1981, estudiantes albano-kosovares organizaron protestas en demanda de que Kosovo se convirtiera en una república al interior de Yugoslavia. Estas protestas escalaron rápidamente a motines violentos "que involucraron a veinte mil personas en seis ciudades", los cuales fueron contenidos duramente por el gobierno yugoslavo. Dos mil estudiantes fueron envenenados cuando se contaminó las tuberías de agua que abastecían sus dormitorios.

Provincia Socialista Autónoma de Kosovo de la República Socialista de Serbia al interior de la República Federal Socialista de Yugoslavia, 1974-1990.

Los serbios que vivían en Kosovo fueron discriminados por el gobierno provincial (el término "limpieza étnica" fue acuñado para designar a estas acciones), especialmente por las autoridades policiales locales que no lograron castigar los crímenes reportados contra los serbios. El ambiente era cada vez más duro en Kosovo. Cuando un agricultor serbio, Đorđe Martinović se presentó en un hospital de Kosovo con una botella en su recto tras haber sido asaltado en su terreno por hombres enmascarados, 216 prominentes intelectuales serbios firmaron una petición en la que declaraban que "el caso de Đorđe Martinović ha venido a simbolizar el apuro de todos los serbios en Kosovo."
Quizás la queja más políticamente explosiva dirigida por los serbios en Kosovo fue que estaban siendo desatendidos por las autoridades comunistas en Belgrado. En agosto de 1987, durante las últimas días del régimen comunista de Yugoslavia, Kosovo fue visitada por Slobodan Milošević, entonces un político en ascenso, quien apeló al nacionalismo serbio para proseguir su carrera. Habiendo convocado a una gran multitud a un mitin en conmemoración de la Batalla de Kosovo, prometió a los serbios de Kosovo que "nadie debe osar golpearlos" y se convirtió en un héroe instantáneo de los serbios de Kosovo. Al final del año, Milošević estaba en control del gobierno serbio.
En 1989, la autonomía de Kosovo y la provincia norteña de Voivodina fue drásticamente reducida por un referéndum a lo largo de Serbia. Este referéndum implementó una nueva constitución que permitió un sistema multipartidista, introdujo la libertad de expresión y promovió los derechos humanos. Incluso si en la práctica fue subvertida por el gobierno de Milošević quien recurrió a elecciones amañadas, controlar la mayoría de los medios de prensa y fue acusado de violaciones a los derechos humanos de sus oponentes y minorías nacionales, este fue un paso adelante de la constitución previa comunista. Redujo significativamente los derechos de las provincias y permitió al gobierno de Serbia ejercer un control directo sobre muchas áreas previamente autónomas. En particular, los cambios constitucionales entregaron el control de la policía, el sistema judicial, la economía, el sistema educativo y las políticas lingüísticas al gobierno serbio. La nueva constitución tuvo una fuerte oposición de muchas minorías nacionales de Serbia, que la vieron como un medio de imponer a las provincias leyes centralistas basadas en la etnicidad.
Los albano-kosovares se negaron a participar en el referéndum, considerándolo ilegítimo; sin embargo la nueva constitución tuvo que ser ratificada por la asamblea de Kosovo. Si bien la Asamblea se opuso inicialmente a la constitución, pero en marzo de 1989, cuando la Asamblea se reunió para discutir las propuestas, tanques y carros armados la rodearon y forzaron a los delegados a aceptar las enmiendas.

### Década de 1990
Después de los cambios constitucionales, los parlamentos de todas las repúblicas y provincias yugoslavas, que hasta entonces tenían solo diputados de la Liga de Comunistas de Yugoslavia, fueron disueltos y se realizaron elecciones multipartidarias para ellos. Los albano-kosovares se negaron a participar en las elecciones y realizaron sus propias elecciones. Como las leyes electorales requerían (y todavía requieren) una asistencia mayor al 50 % de los electores, el parlamento de Kosovo no pudo ser constituido.
La nueva constitución abolió los medios oficiales de las provincias individuales, integrándolos a los medios oficiales de Serbia, aunque todavía se mantuvieron algunos programas en idioma albanés. Los medios de comunicación de lengua albanesa en Kosovo fueron suprimidos. El financiamiento fue retirado de los medios estatales, incluyendo los de habla albanesa en Kosovo. La constitución solo posibilitaba la creación de medios privados; sin embargo, su funcionamiento era muy difícil debido a las altas rentas y leyes restrictivas.
La televisión o radio pública de lengua albanesa también fueron prohibidas en Kosovo; no obstante, aparecieron medios particulares albaneses, probablemente, el más famoso de ellos fue Koha Ditore, al que se le permitió operar hasta fines de 1998, cuando fue cerrado tras haber publicado un calendario que fue sindicado como una glorificación de los separatistas étnicos albaneses.
La constitución también transfirió el control sobre las compañías estatales al gobierno serbio (en la época, la mayoría de las compañías eran estatales y de iure todavía lo son). En septiembre de 1990, los medios occidentales afirmaron que unos ciento veintitrés mil trabajadores albaneses fueron despedidos de sus puestos en el gobierno y en los medios, así como profesores, doctores y obreros en las industrias controladas por el gobierno, lo que provocó una huelga general y malestar social. Algunos de los que no fueron despedidos, renunciaron por solidaridad y se negaron a trabajar para el gobierno serbio. Aunque los despidos fueron ampliamente considerados como una purga de albaneses étnicos, el gobierno sostuvo que simplemente se estaba deshaciendo de viejos directores comunistas.
El plan de estudios albanés y sus textos escolares fueron revocados y se elaboraron otros nuevos. El plan de estudios era básicamente el mismo que el serbio y todas las otras nacionalidades en Serbia, salvo que la educación era sobre y en lengua albanesa. La educación en albanés fue retirada en 1992 y restablecida en 1994. En la Universidad de Pristina, que era visto como un centro de identidad cultural albano-kosovar, la educación en lengua albanesa fue abolida y los profesores albaneses fueron despedidos en masa. Los albaneses respondieron boicoteando las escuelas estatales e instaurando un sistema paralelo no oficial de educación en idioma albanés.
Los albano-kosovares se indignaron por lo que entendieron como un ataque contra sus derechos. Luego de disturbios masivos y malestar social de parte de los albaneses, así como explosiones de violencia entre las comunidades, en febrero de 1990, se declaró el estado de emergencia y la presencia del ejército y de la policía serbia se incrementó significativamente.
Se realizaron elecciones extraoficiales en 1992, que eligieron de manera abrumadora a Ibrahim Rugova como "presidente" de una autoproclamada República de Kosovo; sin embargo, estas elecciones no fueron reconocidas por los serbios ni por ningún gobierno extranjero. En 1995, miles de refugiados serbios de Croacia se asentaron en Kosovo, lo que empeoró aún más las relaciones entre ambas comunidades.
La oposición albanesa a la soberanía de Yugoslavia y, especialmente, Serbia había salido a relucir en disturbios (en 1968 y marzo de 1981) que tuvieron lugar en la capital, Pristina. Inicialmente, Ibrahim Rugova abogó por la resistencia no violenta, pero luego la oposición tomó la forma de agitación separatista por parte de grupos políticos y la acción armada desde 1996 del Ejército de Liberación de Kosovo (o UÇK, siglas en albanés de Ushtria Çlirimtare Kombëtare, en español Ejército de Liberación de Kosovo, ELK) 
El ELK lanzó una guerra de guerrillas y campaña de terror, caracterizada por bombardeos regulares y ataques armados a fuerzas de seguridad yugoslavas, oficiales del Estado y civiles conocidos por apoyar abiertamente el gobierno nacional, esto incluía a albaneses que no eran simpatizantes del ELK. En marzo de 1998, unidades del ejército yugoslavo se unió a la policía serbia para luchar contra los separatistas, usando fuerza militar. En los meses que siguieron, miles de civiles albaneses fueron asesinados y más de medio millón huyeron de sus hogares, la mayor parte de estas personas eran albaneses. Muchas familias albanesas fueron forzadas a huir de sus casas a punta de armas, como resultado de la lucha entre las fuerzas de seguridad nacional y las fuerzas del ELK, llevando a expulsiones por parte de las fuerzas de seguridad, incluyendo las milicias paramilitares asociadas. El ACNUR estimó que cuatrocientos sesenta mil personas fueron desplazadas desde marzo de 1998 hasta el inicio de la campaña de bombardeos de la OTAN en marzo de 1999.
Existió violencia contra los no albaneses también: el ACNUR informó en marzo de 1999 que más de 90 pueblos de población mixta en Kosovo "han sido ahora vaciados de habitantes serbios" y otros serbios continuaron yéndose, bien para ser desplazados a otras partes de Kosovo o para huir hacia Serbia central. La Cruz Roja Yugoslava estimó que hubo más de treinta mil no albaneses desplazados con necesidad de ser asistidos en Kosovo, la mayoría de los cuales eran serbios.

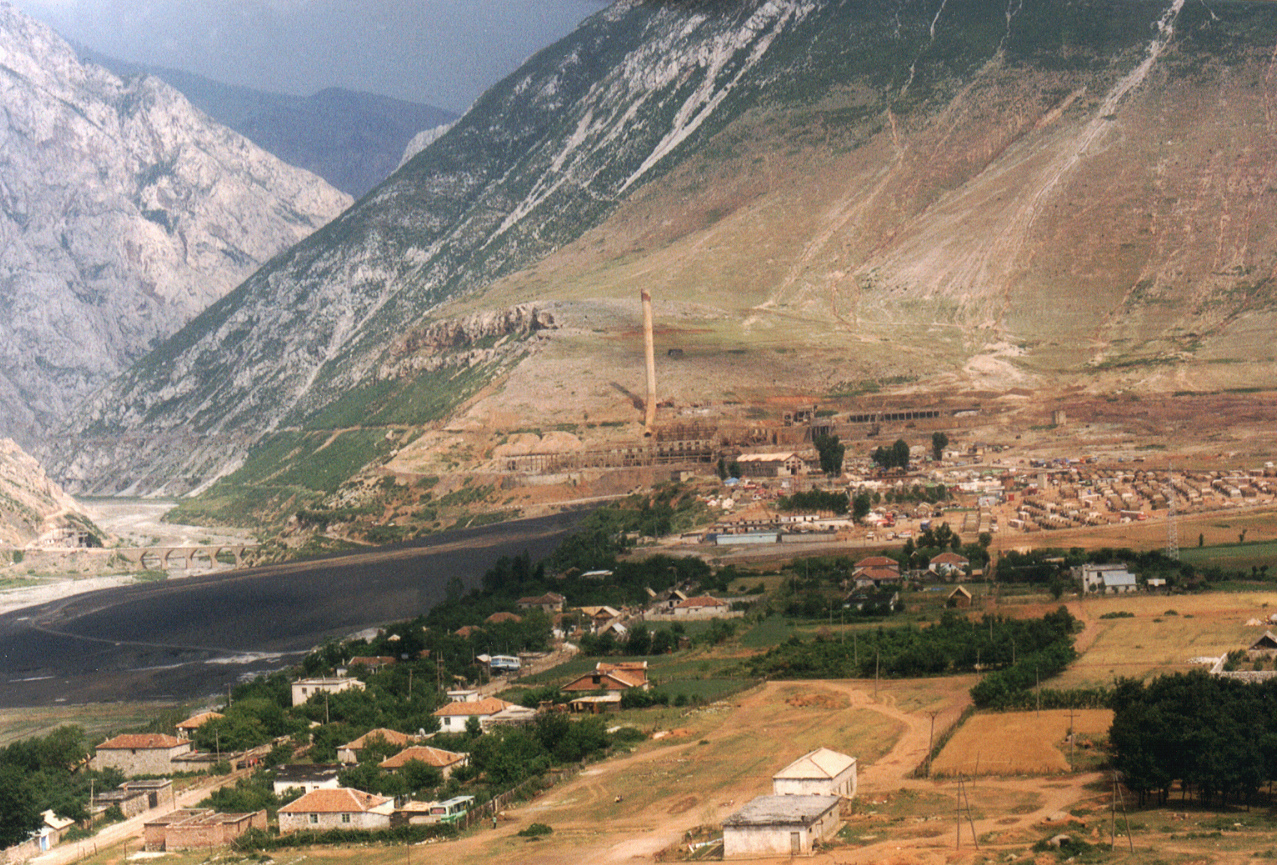
Campo de refugiados cerca de Kukës, Albania (1999).

Tras la ruptura de las negociaciones entre los representantes serbios y albaneses, bajo auspicios de la Organización del Tratado del Atlántico Norte, la OTAN intervino el 24 de marzo de 1999 sin autorización de las Naciones Unidas. La OTAN lanzó una campaña de intenso bombardeo contra objetivos militares yugoslavos y, luego, siguió con bombardeos de amplio rango (como puentes en Novi Sad). Una guerra a escala completa estalló mientras el ELK continuó atacando a las fuerzas serbias y las fuerzas serbias y yugoslavas siguieron luchando contra el ELK, en medio de un desplazamiento masivo de la población de Kosovo que fue visto por muchas organizaciones internacionales pro-derechos humanos como un acto de limpieza étnica perpetrado por las fuerzas gubernamentales. Varios antiguos oficiales gubernamentales y oficiales militares yugoslavos, incluyendo al presidente Milošević, fueron posteriormente acusados por el Tribunal Penal Internacional para la ex Yugoslavia por crímenes de guerra. Milošević falleció estando detenido antes de que se diera a conocer el veredicto.
Las Naciones Unidas estimaron que, durante la guerra de Kosovo, cerca de seiscientos cuarenta mil albaneses huyeron o fueron expulsados de Kosovo entre marzo de 1998 y fines de abril de 1999. La mayoría de los refugiados se dirigió a Albania, la República de Macedonia (hoy, Macedonia del Norte) o Montenegro. Las fuerzas de seguridad gubernamentales confiscaron y destruyeron los documentos y las placas de matrícula de muchos albaneses huidos en lo que fue visto ampliamente como un intento por borrar las identidades de los refugiados, siendo acuñado el término "limpieza identitaria" para esta acción. Esto hizo más difícil distinguir con certitud la identidad de aquellos que retornaban después de la guerra. Las fuerzas serbias sostienen que muchos albaneses de Macedonia y Albania -algunas estimaciones indican que alrededor de trescientos mil albaneses han inmigrado desde entonces en Kosovo en forma de repatriado. No obstante que para algunos el tema sea discutible, es de subrayar la supervivencia de los registros de nacimiento, matrimonio y defunción de la provincia, mismos que actualmente se encuentran en poder del Estado serbio.

## Historia reciente (desde 1999 hasta el presente)
La guerra de Kosovo terminó el 10 de junio de 1999 con la firma del Acuerdo de Kumanovo entre los gobiernos serbio y yugoslavo, por el cual acordaron transferir el gobierno de la provincia a las Naciones Unidas. Una fuerza comandada por la OTAN (KFOR) entró a la provincia tras el fin de la guerra, con la tarea de proveer de seguridad a la Misión de Administración Provisional de las Naciones Unidas en Kosovo. Antes y durante la entrega del poder, una estimación de cien mil serbios y otros no-albaneses, en su mayoría gitanos, huyeron de la provincia por miedo a las represalias. En el caso de los no-albaneses, en particular, los gitanos fueron acusados por muchos albaneses de haber ayudado a los serbios durante la guerra. Tras el retiro de las fuerzas de seguridad serbias, muchos de ellos expresaron su temor de convertirse en objetivos de los refugiados albaneses que retornaran y de los miembros del ELK que los culpaban de actos de violencia durante la guerra. Miles más fueron expulsados por medio de la intimidación, ataques y una ola criminal después de la guerra, mientras la KFOR luchaba por restaurar en orden en la provincia.
Gran número de refugiados de Kosovo todavía viven en campos temporales y albergues en la propia Serbia. En 2002, Serbia y Montenegro informó que albergaba a 277 000 desplazados internos (la vasta mayoría compuesta por serbios y gitanos de Kosovo), que incluían a 201 641 personas desplazadas de Kosovo a Serbia, 29 451 desplazadas de Kosovo a Montenegro y alrededor de 46 000 desplazadas al interior del mismo Kosovo, incluyendo a 16 000 refugiados que habían retornado pero no eran capaces de habitar sus hogares originales. Algunas fuentes calculan una cifra mucho menor. Así, la Iniciativa por la Estabilidad Europea estima el número de desplazados en sólo 65 000, con otros 40 000 serbios que permanecen en Kosovo, aunque esto dejaría una proporción significativa de población serbia pre-1999 no contabilizada. La mayor concentración de serbios en Kosovo se encuentra en el norte de la provincia sobre el río Ibar, pero se presume que aproximadamente dos tercios de la población serbia en Kosovo sigue viviendo en el sur de la provincia, habitado en su mayoría por la minoría albanesa.
El 17 de marzo de 2004, graves disturbios en Kosovo tuvieron como resultado 28 muertes y la destrucción de unas 35 iglesias y monasterios ortodoxos serbios en la provincia, cuando los albaneses comenzaron a realizar pogromos contra los serbios. Se estima que más de 4000 serbios dejaron sus hogares en Kosovo para buscar refugio en la misma serbia o en el norte de Kosovo dominado por serbios.
Desde el fin de la guerra, Kosovo ha sido una fuente importante y país de destino en la trata de blancas, por la cual las mujeres son forzadas a dedicarse a la prostitución o se convierten en esclavas sexuales. El crecimiento de la industria del comercio sexual ha sido estimulado por las fuerzas de la OTAN en Kosovo.
En el año 2006, comenzaron las negociaciones internacionales para determinar el estatus final de Kosovo, como estaba previsto bajo la Resolución 1244 del Consejo de Seguridad de las Naciones Unidas que puso fin a la guerra de Kosovo de 1999. Si bien la soberanía continua de Serbia sobre Kosovo fue reconocida por la comunidad internacional, una clara mayoría de la población de la provincia, constituida por la minoría albanesa, solicita la independencia.
Las conversaciones respaldadas por la ONU, dirigidas por el enviado especial de la ONU, Martti Ahtisaari, comenzaron en febrero de 2006. Si bien se logró progresar en temas técnicos, ambas partes siguen estando diametralmente opuestas sobre la cuestión del estatus en sí mismo. En febrero de 2007, Ahtisaari entregó una propuesta de acuerdo sobre el estatus a los líderes en Belgrado y Pristina, siendo la base del borrador la Resolución del Consejo de Seguridad de la ONU que propone una 'independencia supervisada' para la provincia. Hacia inicios de julio de 2007, el borrador de la resolución, que es respaldada por los Estados Unidos, el Reino Unido y otros miembros europeos del Consejo de Seguridad, ha sido reescrito cuatro veces para intentar acomodar las preocupaciones rusas sobre que tal resolución socavaría el principio de soberanía estatal. Rusia que mantenía un veto en el Consejo de Seguridad como uno de sus miembros permanentes, ha afirmado que no apoyará ninguna resolución que no sea aceptada tanto por Belgrado como por Pristina.
Los puntos principales del documento de Ahtisaari establecen el despliegue indefinido de fuerzas internacionales que garanticen la seguridad, la tutela política de la Unión Europea a través de un representante, la potestad de que Kosovo firme acuerdos y pida el ingreso en organismos internacionales, la formación de una fuerza militar de 2500 hombres con armamento ligero, la creación de siete municipios serbios con amplia autonomía y fija medidas para la protección del legado histórico y cultural serbio.
En diciembre de 2007, la Unión Europea decidió unilateralmente enviar una "misión estabilizadora" a la región de Kosovo. Se encomendó al encargado de la política exterior de la unión, Javier Solana, que preparase el traspaso de la misión de la ONU en Kosovo a manos europeas. La misión -sin fecha definitiva para el inicio- enviaría a Kosovo 1400 policías y otras 400 personas. Se espera que para fines de enero de 2008 las tareas hayan sido completadas.
El Parlamento de Kosovo, reunido en sesión especial el 17 de febrero de 2008 en Pristina, declaró la independencia de Kosovo, de forma unilateral tomando el nombre de República de Kosovo para el nuevo. Las reacciones internacionales han sido mixtas. Así, Estados Unidos y algunos países de la Unión Europea reconocieron Kosovo como estado independiente, pero otros, como Rusia y España, no lo hicieron. La ONU todavía no se ha pronunciado al respecto.

### Década del 2010
El 25 de julio de 2011, la policía albanokosovar con equipo antidisturbios intentó apoderarse de varios puestos de control fronterizo en el norte controlado por los serbios de Kosovo tratando de hacer cumplir la prohibición de las importaciones serbias. Este hecho incitó a que una gran multitud levantara barricadas y atacara a las unidades de policía de Kosovo. Un policía albanés murió cuando su unidad fue emboscada y, según los informes, otro oficial resultó herido. Las fuerzas de mantenimiento de la paz dirigidas por la OTAN se trasladaron al área para calmar la situación y la policía de Kosovo se retiró. Estados Unidos y la Unión Europea criticaron al gobierno de Kosovo por actuar sin consultar a los organismos internacionales. Aunque las tensiones entre las dos partes disminuyeron algo después de la intervención de las fuerzas KFOR de la OTAN, la situación continuó siendo tensa entre ambas facciones.
El 19 de abril de 2013 se produjo cierto acercamiento entre los dos gobiernos cuando ambas partes llegaron al Acuerdo de Bruselas, un acuerdo negociado por la UE que permitía a la minoría serbia de Kosovo tener su propia fuerza policial y tribunal de apelaciones. El acuerdo fue ratificado por la asamblea de Kosovo el 28 de junio de 2013.

### Década del 2020
En abril de 2021, el parlamento de Kosovo eligió a Vjosa Osmani como nuevo presidente por un período de cinco años. Fue la séptima presidenta de Kosovo y la segunda mujer presidenta en el período de posguerra. Osmani contó con el respaldo del Movimiento de Autodeterminación de izquierda (Vetevendosje) del primer ministro Albin Kurti, que ganó las elecciones parlamentarias de febrero de 2021.
En septiembre de 2021, los serbios del norte de Kosovo bloquearon dos carreteras principales, en protesta por la prohibición de que los automóviles con matrícula serbia ingresen a Kosovo sin detalles de registro impresos temporales. Dos edificios del Ministerio del Interior en el norte de Kosovo, incluida una oficina de registro de automóviles, fueron atacados. Serbia inició maniobras militares cerca de la frontera y comenzó a volar aviones militares sobre el cruce fronterizo. La misión de la OTAN en Kosovo intensificó las patrullas cerca de los cruces fronterizos. El 30 de septiembre de 2021 se llegó a un acuerdo entre Kosovo y Serbia para poner fin al enfrentamiento. Kosovo acordó retirar las fuerzas especiales de la policía. A fines de julio de 2022, las tensiones volvieron a estallar cuando el gobierno de Kosovo declaró que los documentos de identidad y las placas de los vehículos emitidos por los serbios no serían válidos, lo que llevó a los serbios del norte de Kosovo a protestar nuevamente bloqueando las carreteras. La decisión por parte de las autoridades de Kosovo fue vista como un movimiento recíproco dado que los documentos de Kosovo son rechazados en Serbia. En agosto, las conversaciones mediadas por la UE dieron como resultado un acuerdo entre Serbia y Kosovo por el cual Serbia aboliría los requisitos de documentos especiales para los titulares de documentos de identidad de Kosovo y este último no los introduciría para los titulares de documentos de identidad de los habitantes serbios.